# Láng Júlia
Láng Júlia, Láng Julianna, Julia-Mannheim Lang  (Budapest, 1893. szeptember 23. – Anglia, 1955. december 16.) magyar pszichoanalitikus.

## Élete
Láng József budapesti ékszerész és Ungár Johanna gyermeke. Tagja volt a Balázs Béla és Lukács György körül kialakult Vasárnapi Körnek. 1917-ben a Magyar Filozófiai Társaság tagjai közé választotta. A következő évben az Athenaeum szerkesztőségi bizottságába is bekerült. 1911 és 1916 között a budapesti tudományegyetemen tanult, ahol 1919-ben a pszichológiai tudományok doktorává avatták. Mannheim Károlyt, későbbi férjét itt, az egyetemen ismerte meg. 1921. március 22-én házasodtak össze Heidelbergben. 1944-től kezdve a Brit Pszichoanalitikus Társaság tagja volt. 1947-ben, férje halála után Anna Freud mellett folytatott pszichoanalitikus gyakorlatot.
| Kattints az alábbi külső linkek egyikére! | Kattints az alábbi külső linkek egyikére! |
| ----------------------------------------- | ----------------------------------------- |
| Nem található szabad kép.(?)              |                                           |
| külső link · jogvédett                    | Láng Júlia                                |